# Liste des comtes d'Andechs et ducs de Méranie

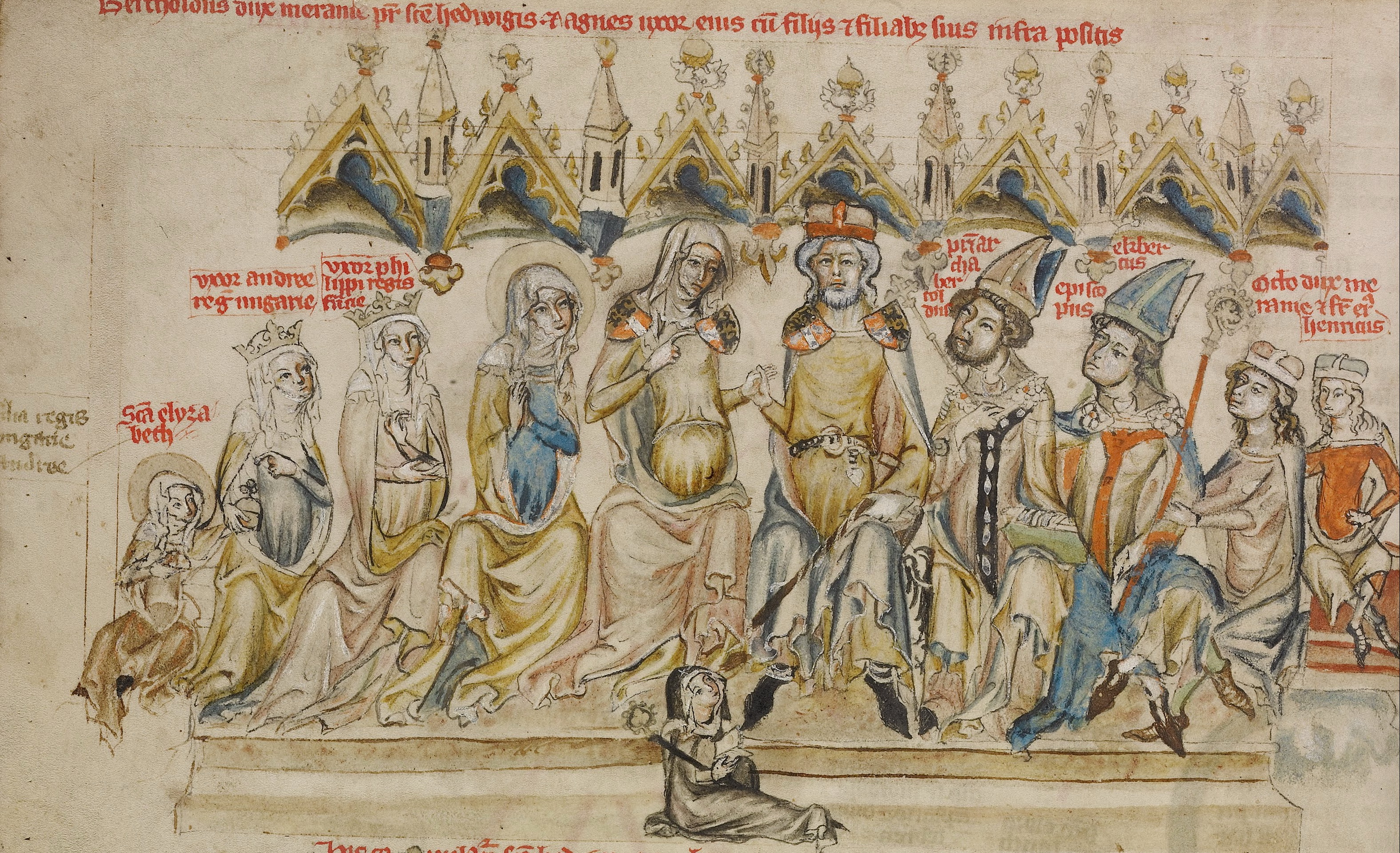
La famille de Berthold IV von Diessen, duc de Méranie.

Cette page dresse une liste non exhaustive présentant les comtes d’Andechs, d'origine bavaroise, au cours de l'histoire du Saint-Empire romain. Élevés aux ducs de Méranie en 1182, cette lignée de seigneurs avait régné avec des titres donnés et retirés par les empereurs des Romains au XIIe et au XIIIe siècle sur une pluralité des acquisitions faites par mariage ou par guerre.

## Histoire du titre
La lignée de la maison a commencé avec les seigneurs documentés à Diessen depuis environ 1035. Ils possédaient de vastes domaines entre la rivières Lech et le lac Ammer dans le sud-ouest du duché de Bavière, mais également en Franconie et en Tyrol. Les comtes furent burgraves de Wolfratshausen, ainsi que baillis (Vögte) des abbayes de Tegernsee et de Schäftlarn. Berthold II de Diessen († 1151) déplaça sa résidences au château d'Andechs, les documents le désignent « comte d'Andechs » dès 1132. Il fit également construire le château de Plassenburg au-dessus de Kulmbach sur le Main. En Franconie, ses descendants furent seigneurs de Bayreuth, ainsi que baillis des abbayes de Banz et de Langheim.
Par son mariage avec Sophia, Berthold II est héritier du comte Poppo II de Weimar-Orlamünde, margrave d'Istrie sur la côte Adriatique. Son fils Berthold III d'Andechs († 1188) épousa Hedwige, une fille d'Otton IV de Scheyern, comte palatin de Bavière. Il est finalement nommé margrave d'Istrie par l'empereur Frédéric Barberousse après la mort d'Engelbert III de Sponheim en 1173 – le premier pas vers la prise en charge du duché de Méranie. La famille rachète d'autres vastes domaines dans l'évêché de Brixen et fut le fondateur de la ville d'Innsbruck. Lors de la destitution du duc Henri le Lion en 1180, les Andechs sont définitivement libérés de la dépendance vis-à-vis leurs seigneurs bavarois ; deux ans plus tard, le comte Berthold IV a reçu le titre de « duc de Méranie ». En 1211, son fils Othon VII, par son mariage avec Béatrice de Hohenstaufen, recueillit l'héritage du comté de Bourgogne. Néanmoins, avec la mort de son fils Otton VIII en 1248, la lignée des comtes d'Andechs n'a plus d'héritier mâle.

## Comtes de Diessen et d'Andechs
Le site de généalogie de la Foundation for Medieval Genealogy (FMG) propose la généalogie suivante :
- Frédéric III († 30 juin 1075), grafe de Diessen, bailli de Ratisbonne[2];
- Arnold († 8 février après 1091), fils du précédent, grafe de Diessen (vers 1070-1091), Hallgraf (vers 1063/1080)[3] ;
- Berthold II († juin 1151), fils du précédent, comte d'Andechs (vers 1106/1113), comte de Diessen vers 1125, comte de Plassenburg et de Stein (1130)[4] ;
- Poppo d'Andechs († 11 décembre 1148), fils du précédent, grafe d'Andechs (1137), de Plessenberg (1142), comte de Carniola (1141), grafe de Radenzgau, de Giech[5] ;
- Berthold III († 14 Dec 1188), son frère, grafe d'Andechs (1147), margrave d'Istrie (1173)[6]

- Othon VI († 1196), frère des précédents, évêque de Brixen et de Bamberg

## Ducs de Méranie
| Règne     | Nom                   | Vie              | Observations | Portrait |
| --------- | --------------------- | ---------------- | --- | -------- |
| 1182-1204 | Berthold IV d'Andechs | († 12 août 1204) | Fils de Berthold III, comte d'Andechs, margrave d'Istrie et de Carniole, nommé duc par l'empereur Frédéric Barberousse                                                                               |          |
| 1204-1234 | Othon VII d'Andechs   | († 7 mai 1234)   | Fils de Berthold IV, comte d'Andechs, margrave d'Istrie (1215-1230) et de Carniole (1228-1234), duc de Méranie, comte palatin de Bourgogne (1211-1234) par son mariage avec Béatrice de Hohenstaufen |          |
| 1234-1248 | Othon VIII d'Andechs  | († 19 juin 1248) | Fils d'Othon VII, comte d'Andechs, margrave de Carniole, duc de Méranie, comte palatin de Bourgogne, décède à l'âge de 40 ans sans héritier                                                          |          |